# هوهنلایپیش
هوهنلایپیش (به آلمانی: Hohenleipisch) یک شهر در آلمان است که در البه-الشتر واقع شده‌است. هوهنلایپیش ۲٬۳۸۳ نفر جمعیت دارد.

## خواهرخوانده
شهر Sassenburg خواهرخواندهٔ هوهنلایپیش هست.